# Leptoiulus umbratilis
Leptoiulus umbratilis är en mångfotingart som först beskrevs av Ribaut 1905.  Leptoiulus umbratilis ingår i släktet Leptoiulus och familjen kejsardubbelfotingar. Inga underarter finns listade i Catalogue of Life.